# 구치오노촌
구치오노촌(일본어: 口大野村)은 일본 교토부 나카군에 설치되었던 촌이다.

## 역사
- 1892년 3월 5일 - 오노촌이 분할되어, 오아자 구치오노 구역을 가지고 나카군 구치오노촌이 성립하였다.
- 1927년 3월 7일 - 기타단고 지진이 발생해. 시간이 18시 27분이었기 때문에 화재가 발생. 구치오노촌에서는 약 1/3의 가옥이 소실되었다.
- 1951년 4월 1일 - 미에촌, 오쿠오노촌, 쓰네요시촌, 스키촌, 가와베촌이 합병해, 오미야정이 성립, 동일 구치오노촌은 폐지되었다.

## 교통

### 철도
- 일본국유철도
  - 미야토요선 (현 교토 탄고철도 미야토요선

## 참고문헌
- 「角川日本地名大辞典」編纂委員会『角川日本地名大辞典 26 京都府』角川書店、1982年